# Stadio Humboldt
L'Estadio Humboldt è stato uno stadio calcistico di Buenos Aires, in Argentina. Come la maggior parte degli stadi argentini dell'epoca prendeva il nome dalla strada in cui era situato.

## Storia
L'impianto fu inaugurato nel 1922. Il terreno era in affitto all'Atlanta, e lo stadio era di dimensioni ridotte. L'Atlanta vi giocò, tra gli altri tornei, il primo campionato professionistico argentino, la Primera División organizzata dalla Liga Argentina de Football nel 1931. Nel 1945 il club iniziò a costruire uno stadio in un terreno poco lontano, una volta che questo fu lasciato libero dal Chacarita Juniors. I lavori presero molto tempo, e l'Atlanta proseguì a giocare nell'impianto inaugurato nel '22 fino al 1959; il 21 giugno di quell'anno vi si tenne l'ultima partita, Atlanta-Ferro Carril Oeste 1-1.